# Лодевегес, Дуайт
Дуайт Лодевегес (нидерл. Dwight Lodeweges; род. 26 октября 1957, Тернер Вэлли, Альберта) — нидерландский футболист и тренер.

## Карьера
Лодевегес родился в Канаде, но свою игровую карьеру начал в Нидерландах. Долгое время он выступал на позиции защитника в клубе «Гоу Эхед Иглз», после чего вернулся на историческую родину. Перед завершением карьеры футболист вновь перешел в «Гоу Эхед Иглз». Повесив бутсы на гвоздь, Лодевегес вошел в его тренерский штаб.
В качестве наставника специалист работал ассистентом у Сеф Вергоссена и Хуба Стевенса. В январе 2009 года Лодевегес до конца сезона возглавлял ПСВ. Летом того же года подписал двухлетний контракт с НЕК, однако уже в октябре он подал в отставку. В марте 2010 года голландец стал первым в истории наставником канадского клуба «Эдмонтон». В декабре Лодевегес покинул его и перешел в японский «ДЖЕФ Юнайтед Тиба».
После работы с «Камбюром», «Херенвеном» и молодежной сборной Нидерландов стал помощником Рональда Кумана в главной национальной команде. В августе 2020 года после его ухода в «Барселону» Дуайт Лодевегес стал исполняющим обязанности главного тренера сборной Нидерландов. В этой должности он отработал в двух сентябрьских матчах Лиги наций. В них голландцы обыграли Польшу (1:0) и уступили Италии (0:1). С приходом на пост наставника «оранжевых» Франка Де Бура остался в его штабе.